# Фикс, Ефим Зисьевич
Ефи́м Зи́сьевич Фикс (укр. Єфим Зіс’євич Фікс; род. 27 ноября 1946, Ковель, Волынская область) — украинский и российский государственный деятель, политик. Первый заместитель Председателя Государственного совета Республики Крым с 14 ноября 2018 года.
Секретарь Крымского республиканского комитета СДПУ(о) с 1996 по 2010 год.
Во время выборов Президента Украины в 2004 году доверенное лицо кандидата в президенты Виктора Януковича. Полковник запаса, ветеран Вооружённых сил Украины.

## Биография
Родился в еврейской семье. Отец — Зисья Хаймович Фикс (1903—1985), ветеран Великой Отечественной войны. Мать — Геня Хаймовна Фикс (1913 — ?), уборщица.
Окончил исторический факультет Дальневосточного государственного университета (1973—1979).
В 1965—1994 годах — служба в Вооружённых силах на партийно-политических должностях в частях и соединениях Ленинградского, Дальневосточного и Одесского военных округов. Полковник запаса. С февраля 1995 года по май 1998 года — заместитель директора фирмы «Приватчек» (Симферополь). С июня 1998 года по май 2004 года — заместитель генерального директора ООО «Таврический экономико-правовой центр» (Симферополь).
В 1993—1997 — сопредседатель Партии социальных гарантий Крыма. С 1996 года секретарь крымского республиканского комитета Социал-демократической партии Украины (объединённой). На президентских выборах 2004 года был доверенным лицом Виктора Януковича.
В 1990—1991 годах депутат Крымского областного совета.
В 2004—2006 годах народный депутат Верховной Рады Украины 4 созыва (по списку СДПУ(о)). Был членом Комитета Верховной Рады Украины по вопросам регламента, депутатской этики и организации работы Верховной Рады Украины. 21 сентября 2004 года вошёл в состав Временной следственной комиссии Верховной Рады Украины по вопросам расследования обстоятельств отравления кандидата на должность Президента Украины, народного депутата Украины В. А. Ющенко.
2006—2010 — депутат Верховной рады Автономной Республики Крым (Верховного Совета Крыма), член Президиума ВС Автономной Республики Крым. Лидер фракции «Солидарность».
С 2010 по 2014 год депутат Верховного Совета Автономной Республики Крым от Партии регионов. Член Президиума ВС Автономной Республики Крым, председатель Постоянной комиссии по нормотворческой деятельности, организации работы Верховной рады и связям с общественностью.
С 19 сентября 2014 года стал депутатом Государственного Совета Республики Крым первого созыва.
С 5 октября 2016 года после избрания депутатом Госдумы вице-спикера Крыма Андрея Козенко занял должность заместителя председателя Государственного Совета Республики Крым.
В ноябре 2018 года занял должность первого заместителя председателя Государственного Совета Республики Крым.
8 сентября 2019 года Фикс переизбран депутатом Госсовета Крыма второго созыва.

### Семья
Жена — Анна Ивановна Фикс (род. 1941), пенсионер.
Сын — Илья Ефимович Фикс (род. 1973), начальник управления по общественным проектам Аппарата Совета министров Республики Крым.

### Уголовное преследование
Прокуратурой Украины подозревается в государственной измене, в связи с чем объявлен в розыск.

## Награды и звания
- Почётная грамота Совета министров Автономной Республики Крым (18 декабря 2001) — за большой личный вклад в организационное обеспечение процессов приватизации, реструктуризацию государственных предприятий, реформирование коллективных сельскохозяйственных предприятий, активную общественно-политическую деятельность и в связи с 55-летием со дня рождения[13].
- Заслуженный работник социальной сферы Автономной Республики Крым (15 августа 2002) — за значительные достижения в профессиональной деятельности, многолетний добросовестный труд и в связи с Днём независимости Украины[14].
- Орден «За заслуги» ІІІ степени (Украина) (2003)[3];
- Знак отличия Автономной Республики Крым «За верность долгу» (18 октября 2007) — за активное участие в общественно-политической жизни Автономной Республики Крым и в связи с 40-летием со дня создания 32-го Армейского корпуса[4];
- Орден Дружбы (2014, Россия)[15].
- Орден «За верность долгу» (Республика Крым, 13 марта 2015 года) — за заслуги в период организации референдума о государственной принадлежности Крыма[16].
- Почётный гражданин Симферополя (2017) — за заслуги перед Симферополем, активную общественную деятельность, направленную на развитие местного самоуправления и эффективное решение вопросов местного значения[17].
- Орден Почёта (1 октября 2021 года, Россия) — за активную законотворческую деятельность и многолетнюю добросовестную работу[18]
- Отличительный знак Главы Республики Крым «Часы от Главы Республики Крым» (29 ноября 2021)[19]
- Почётная грамота Президента Российской Федерации (6 сентября 2024 года) — за активную общественно-политическую деятельность и многолетнюю добросовестную работу[20]